# 王俊 (1953年)
王俊（1953年—），中国男子乒乓球运动员。他曾代表中国获得1977年世界乒乓球锦标赛男子团体金牌。退役后担任辽宁男子及女子乒乓球队的主教练。